# Hylaeus sanguinipictus
Hylaeus sanguinipictus är en biart som först beskrevs av Cockerell 1914.  Hylaeus sanguinipictus ingår i släktet citronbin, och familjen korttungebin. Inga underarter finns listade i Catalogue of Life.

## Beskrivning
Ett övervägande svart bi, med gulbruna till rödbruna markeringar på bakkroppen. Större delen av ansiktet, under antennfästena, är dock klart varmgult. Vingarna är vanligtvis mörka. Arten är kraftigt byggd, men mycket liten; längden uppgår till drygt 5 mm.

## Utbredning
Arten finns endast i Australien i Western Australias sydvästra del, nära kusten.